# Wakasa Tokuji
Wakasa Tokuji (jap. 若狭 得治; * 19. November 1914 in der Präfektur Toyama; † 27. Dezember 2005) war ein japanischer Industrieller.
Wakasa graduierte 1938 an der juristischen Fakultät der Tokioter Universität. Es wurde danach beim Ministerium für Telekommunikation angestellt. Zum Ende seiner politischen Karriere war er stellvertretender Transportminister. 1969 wurde er Vizepräsident der japanischen Airline All Nippon Airways (ANA), ein Jahr später stieg er zum Präsidenten auf. Er gilt als treibende Kraft hinter den Wachstumsbestrebungen der ANA, die sich in zahlreichen neu beschafften Flugzeugen und der Ausweitung des internationalen Linienverkehrs in den 1980er Jahren äußerten. Im Juli 1976 wurde er wegen Gesetzesverstößen im Zusammenhang mit einem Bestechungsskandal um die Firma Lockheed verhaftet und verbüßte eine Gefängnisstrafe.
1991 wurde Wakasa Ehrenvorsitzender der ANA und blieb ein einflussreiches Mitglied des Vorstandes. 1997 trat er nach Streitigkeiten mit dem Präsidenten der ANA, Seiji Fukatsu um personelle Neustrukturierungen der Unternehmensspitze zurück. Die Ursache dafür war eine Petition von 300 Managern der Firma zugunsten von Fukatsu, der zuvor dem Versuch entgegengewirkt hatte, Wakasas Sohn Wakasa Masaharu als Präsident einer Tochterfirma der ANA zu installieren.
Wakasa starb im Alter von 91 Jahren an einer Lungenentzündung.